# SK Benešov
SK Benešov (celým názvem: Sportovní klub Benešov) je český fotbalový klub, který sídlí v Benešově ve Středočeském kraji. Klub byl založen v červnu 1913 pod názvem AFK Benešov. V roce 2013 oslavilo město Benešov 100 let kopané ve městě. Názvy klubu se v historii měnily na Benešovský SK, Slavoj Benešov, Sokol Benešov, TJ Lokomotiva Benešov, TJ ČSAD Benešov, FK Švarc Benešov, FK Benešov a SK Benešov. Největším úspěchem benešovského fotbalu je účast v 1. české fotbalové lize v ročníku 1994/95.
Své domácí zápasy odehrává na stadionu U Konopiště s kapacitou 8 300 diváků.

## Historie
První mistrovskou soutěž začal hrát AFK v roce 1929. Do té doby hrál pouze přátelská a pohárová utkání. Za soupeři jezdil do Tábora, Prahy, či Senohrab. Z pražskými mužstvy se navíc často utkával na domácí půdě v Benešově. Prvním soupeřem v mistrovském utkání byl pražský klub SK Valter a mužstvo AFK jej porazilo 3:1. Fotbal byl v té době velice populární a ve městě působily ještě další tři sportovní spolky, za které nastupovali hráči, kteří se neprosadili do AFK (SK Meteor Benešov, Rudá Hvězda Benešov, ČOB Benešov). Ve městě bylo také několik fotbalových hřišť. V roce 1922 nechalo město Benešov zřídit poblíž parku Konopiště nové hřiště, na kterém hrávalo pouze mužstvo AFK. Na tomto místě hraje SK Benešov své zápasy dodnes.
Na počátku 30. let mění klub název na Benešovský SK. První větší úspěch zaznamenává v roce 1939, kdy postupuje do I. B třídy. V roce 1942 pak následuje postup do I. A třídy středočeské župy. Po dalších pěti sezónách (rok 1948) vybojuje BSK divizi, tehdy druhou nejvyšší soutěž. V roce 1949 se klub přejmenovává na Slavoj Benešov. V rámci reorganizace v roce 1950 je v polovině odehrané soutěže přeřazen do I. A třídy. V další sezóně, kdy se nově začalo hrát systémem jaro - podzim, sestupuje Benešov dokonce do II. třídy. Opět se klub přejmenovává, tentokrát na Sokol Benešov. Pod tímto názvem vystupuje až do roku 1959 a poté se přejmenovává na Lokomotivu. Dva roky předtím mužstvo postupuje do I. A třídy.

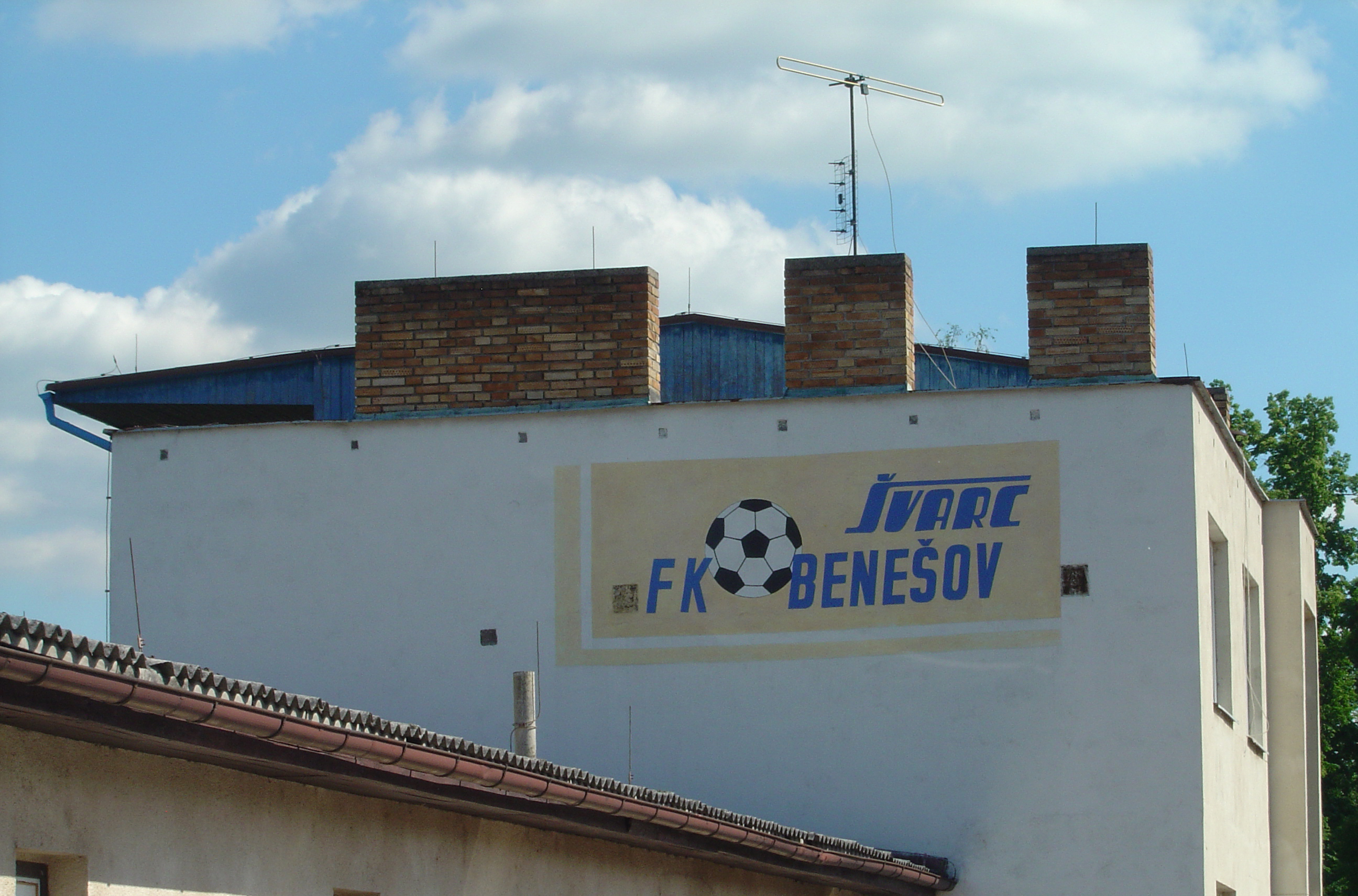
Stadion U Konopiště

Velký zlom v dějinách benešovské kopané nastává v polovině roku 1972. Oddíl přebírá a zajišťuje ČSAD Benešov, jehož jméno se objevuje i v názvu klubu. Jako hrající trenér přichází z pražské Dukly Josef Vacenovský a přivádí sebou Brumovského, Čadka, Jelínka. Ještě v téže sezóně postupuje ČSAD do krajského přeboru. V ročníku 1975/1976 vybojuje mužstvo postup do divize a hned po roce až do I. národní ligy. Další zásah seshora v podobě reorganizace posílá klub v roce 1981 dolů z I. NFL do nově vznikající II. NFL. Jedním z hráčů tehdejšího mužstva je i pozdější trenér Slavie, Sparty, Viktorie Plzeň, Viktorie Žižkov, Jablonce, Hradce Králové, či Dynama Moskva, Ing. Jaroslav Hřebík, nynější generální sportovní manažer AC Sparta Praha. Ten v Benešově v roce 1984 zahajuje i svoji trenérskou kariéru.
V roce 1990 vstupuje do benešovského fotbalu mocný sponzor a fotbalový nadšenec Miroslav Švarc. Klub se přejmenovává na FK Švarc Benešov a brzy dosahuje největších úspěchů ve své dosavadní historii. Po jedné sezóně následuje postup do I. NFL. Během další krátké doby přicházejí hráči jako Jarolím, Kozel, Knoflíček, Bielik, Martin Váňa a Michal Váňa, Studeník, Zákostelský, či Mičinec. S takovým kádrem mužstvo válcuje soupeře ve II. lize a do soutěžního ročníku 1994/1995 vstupuje jako prvoligové. Záhy se však klub ocitá ve finančních problémech, když je na hlavního sponzora uvalena vazba. Následuje odchod některých opor a sestup do nižší soutěže. Ten se nezastavuje ani ve II. lize a do dalšího ročníku mistrovských soutěží se klub zmítaný finančními problémy nepřihlašuje. Funguje pouze mládežnická kopaná pod názvem FK Benešov.
V roce 1999 přechází do Benešova mužstvo z nedalekých Pyšel, jehož sponzorem je stavební firma ing. Jana Sládka. Oddíl se přejmenovává na SK Benešov a bere pod svou záštitu i mládežnickou kopanou. Po ročním působení v krajské soutěži mužstvo postupuje do divize. Na konci soutěžního ročníku 2006/07 sestupuje do krajského přeboru, aby se po jedné sezóně a vybojovaném prvním místě vrátilo zpět. Po skončení ročníku 2009/10 dochází ke sloučení oddílů SK Benešov a FK Pyšely. Mužstvo Pyšel se tímto stává B týmem mužstva SK Benešov.
V poslední době klub působí ve třetí nejvyšší soutěži. Své zápasy hraje na městském stadionu U Konopiště. Hlavní hřiště tvoří travnatá plocha, záložní hřiště vybudované v roce 2005 tvoří speciální povrch s UMT 3. generace, který byl položen na místě dřívějšího škvárového hřiště. V roce 2006 byly vybudovány dvě zcela nové kabiny se sociálním zázemím, které vznikly rekonstrukcí dřívějšího bytu správce pod hlavní tribunou. Další dvě kabiny určené starším a mladším žákům A byly vybudovány v prvním patře pod hlavní tribunou. Zcela nové dvě kabiny byly předány starším a mladším žákům B. Od léta 2009 využívá oddíl k tréninkům nově zrekonstruované travnaté hřiště. Na celé investici, tedy jak vybudování UMT, tak přestavbě kabin, se finančně podílelo město Benešov, kterému celý sportovní areál patří.

## Historické názvy
Zdroj: 
- 1913 – AFK Benešov (Athleticko – footballový klub Benešov)
- 1930 – Benešovský SK (Benešovský sportovní klub)
- 1949 – Sokol Benešov
- 1953 – DSO Slavoj Benešov (Dobrovolná sportovní organisace Slavoj Benešov)
- 1957 – TJ Slavoj Benešov (Tělovýchovná jednota Slavoj Benešov)
- 1960 – TJ Lokomotiva Benešov (Tělovýchovná jednota Lokomotiva Benešov)
- 1972 – TJ ČSAD Benešov (Tělovýchovná jednota Československé státní automobilové dopravy Benešov)
- 1990 – FK Švarc Benešov (Fotbalový klub Švarc Benešov)
- 1996 – FK Benešov (Fotbalový klub Benešov)
- 1999 – SK Benešov (Sportovní klub Benešov)
- 2010 – fúze s FK Pyšely ⇒ název nezměněn

## Umístění v jednotlivých sezonách
Stručný přehled
Zdroj: 
- 1973–1976: Středočeský krajský přebor
- 1976–1977: Divize C
- 1977–1978: ČNFL – sk. A
- 1978–1981: ČNFL – sk. B
- 1981–1983: 2. ČNFL – sk. A
- 1983–1985: Divize A
- 1985–1986: 2. ČNFL – sk. B
- 1986–1988: 2. ČNFL – sk. A
- 1988–1989: 2. ČNFL – sk. B
- 1989–1991: 2. ČNFL – sk. A
- 1991–1993: Českomoravská fotbalová liga
- 1993–1994: 2. liga
- 1994–1995: 1. liga
- 1995–1996: 2. liga
- 1996–1999: bez soutěže
- 1999–2000: Středočeský župní přebor
- 2000–2002: Divize B
- 2002–2004: Divize A
- 2004–2007: Divize B
- 2007–2008: Přebor Středočeského kraje
- 2008–2014: Divize A
- 2014–2019: Česká fotbalová liga
- 2019–2022: Česká fotbalová liga – sk. A
- 2022–2023: Česká fotbalová liga – sk. B
- 2023–: Divize C

Jednotlivé ročníky
Zdroj: 
Legenda: Z – zápasy, V – výhry, R – remízy, P – porážky, VG – vstřelené góly, OG – obdržené góly, +/− – rozdíl skóre, B – body, červené podbarvení – sestup, zelené podbarvení – postup, fialové podbarvení – reorganizace, změna skupiny či soutěže
| Československo (1973 – 1993)                                                                    |                              |        |    |    |       |    |    |    |     |    |        |
| Sezóny                                                                                          | Liga                         | Úroveň | Z  | V  | R     | P  | VG | OG | +/− | B  | Pozice |
| 1973/74                                                                                         | Středočeský krajský přebor   | 5      | 30 | 19 | 8     | 3  | 61 | 15 | +46 | 46 | 3.     |
| 1974/75                                                                                         | Středočeský krajský přebor   | 5      | 30 | 24 | 5     | 1  | 81 | 17 | +64 | 53 | 2.     |
| 1975/76                                                                                         | Středočeský krajský přebor   | 5      | 30 | 20 | 7     | 3  | 68 | 28 | +40 | 47 | 1.     |
| 1976/77                                                                                         | Divize C                     | 4      | 26 | 13 | 10    | 3  | 38 | 13 | +25 | 36 | 1.     |
| 1977/78                                                                                         | ČNFL – sk. A                 | 2      | 30 | 5  | 12    | 13 | 32 | 52 | −20 | 22 | 15.    |
| 1978/79                                                                                         | ČNFL – sk. B                 | 2      | 30 | 11 | 7     | 12 | 34 | 41 | −7  | 29 | 10.    |
| 1979/80                                                                                         | ČNFL – sk. B                 | 2      | 30 | 9  | 10    | 11 | 27 | 40 | −13 | 28 | 12.    |
| 1980/81                                                                                         | ČNFL – sk. B                 | 2      | 30 | 10 | 2     | 18 | 31 | 48 | −17 | 22 | 13.    |
| 1981/82                                                                                         | 2. ČNFL – sk. A              | 3      | 30 | 12 | 7     | 11 | 37 | 46 | −9  | 31 | 7.     |
| 1982/83                                                                                         | 2. ČNFL – sk. A              | 3      | 30 | 9  | 5     | 16 | 37 | 48 | −11 | 23 | 16.    |
| 1983/84                                                                                         | Divize A                     | 4      | 26 | 11 | 8     | 7  | 46 | 28 | +18 | 30 | 3.     |
| 1984/85                                                                                         | Divize A                     | 4      | 30 | 18 | 6     | 6  | 72 | 31 | +41 | 42 | 1.     |
| 1985/86                                                                                         | 2. ČNFL – sk. B              | 3      | 30 | 9  | 5     | 16 | 40 | 61 | −21 | 23 | 12.    |
| 1986/87                                                                                         | 2. ČNFL – sk. A              | 3      | 30 | 13 | 8     | 9  | 43 | 40 | +3  | 37 | 3.     |
| 1987/88                                                                                         | 2. ČNFL – sk. A              | 3      | 30 | 10 | 10    | 10 | 38 | 34 | +4  | 30 | 8.     |
| 1988/89                                                                                         | 2. ČNFL – sk. B              | 3      | 30 | 9  | 10    | 11 | 30 | 38 | −8  | 28 | 13.    |
| 1989/90                                                                                         | 2. ČNFL – sk. A              | 3      | 28 | 11 | 4     | 13 | 36 | 42 | −6  | 26 | 12.    |
| 1990/91                                                                                         | 2. ČNFL – sk. A              | 3      | 30 | 19 | 6     | 5  | 61 | 25 | +36 | 44 | 1.     |
| 1991/92                                                                                         | Českomoravská fotbalová liga | 2      | 30 | 11 | 4     | 15 | 38 | 43 | −5  | 26 | 12.    |
| 1992/93                                                                                         | Českomoravská fotbalová liga | 2      | 30 | 11 | 9     | 10 | 38 | 35 | +3  | 31 | 8.     |
| Česko (1993 – )                                                                                 |                              |        |    |    |       |    |    |    |     |    |        |
| Sezóny                                                                                          | Liga                         | Úroveň | Z  | V  | R     | P  | VG | OG | +/− | B  | Pozice |
| 1993/94                                                                                         | 2. liga                      | 2      | 30 | 17 | 10    | 3  | 68 | 26 | +42 | 44 | 2.     |
| 1994/95                                                                                         | 1. liga                      | 1      | 30 | 3  | 3     | 24 | 23 | 78 | −55 | 12 | 16.    |
| 1995/96                                                                                         | 2. liga                      | 2      | 30 | 5  | 7     | 18 | 24 | 58 | −34 | 22 | 16.    |
| V letech 1996 – 1999 byl klub bez A-mužstva, v soutěžích přihlášena pouze mládežnická družstva. |                              |        |    |    |       |    |    |    |     |    |        |
| 1999/00                                                                                         | Středočeský župní přebor     | 5      | 30 | 19 | 5     | 6  | 69 | 24 | +45 | 62 | 2.     |
| 2000/01                                                                                         | Divize B                     | 4      | 30 | 12 | 6     | 12 | 39 | 37 | +2  | 42 | 6.     |
| 2001/02                                                                                         | Divize B                     | 4      | 30 | 12 | 9     | 9  | 52 | 28 | +24 | 45 | 4.     |
| 2002/03                                                                                         | Divize A                     | 4      | 32 | 12 | 3     | 17 | 48 | 62 | −14 | 39 | 12.    |
| 2003/04                                                                                         | Divize A                     | 4      | 30 | 8  | 11    | 11 | 44 | 41 | +3  | 35 | 13.    |
| 2004/05                                                                                         | Divize B                     | 4      | 30 | 12 | 8     | 10 | 62 | 40 | +22 | 44 | 7.     |
| 2005/06                                                                                         | Divize B                     | 4      | 30 | 10 | 7     | 13 | 25 | 32 | −7  | 37 | 10.    |
| 2006/07                                                                                         | Divize B                     | 4      | 30 | 7  | 4     | 19 | 36 | 60 | −24 | 25 | 16.    |
| 2007/08                                                                                         | Přebor Středočeského kraje   | 5      | 28 | 21 | 6     | 1  | 83 | 27 | +56 | 69 | 1.     |
| 2008/09                                                                                         | Divize A                     | 4      | 30 | 13 | 6     | 11 | 66 | 59 | −7  | 45 | 7.     |
| 2009/10                                                                                         | Divize A                     | 4      | 30 | 12 | 7     | 11 | 36 | 38 | −2  | 43 | 7.     |
| 2010/11                                                                                         | Divize A                     | 4      | 30 | 15 | 8     | 7  | 52 | 39 | +13 | 53 | 4.     |
| 2011/12                                                                                         | Divize A                     | 4      | 30 | 19 | 4     | 7  | 52 | 30 | +22 | 61 | 3.     |
| 2012/13                                                                                         | Divize A                     | 4      | 30 | 12 | 8     | 10 | 34 | 30 | +4  | 44 | 5.     |
| 2013/14                                                                                         | Divize A                     | 4      | 30 | 22 | 6     | 2  | 55 | 22 | +33 | 72 | 1.     |
| 2014/15                                                                                         | Česká fotbalová liga         | 3      | 34 | 12 | 3 / 5 | 14 | 43 | 51 | −8  | 47 | 11.    |
| 2015/16                                                                                         | Česká fotbalová liga         | 3      | 36 | 9  | 7 / 5 | 15 | 46 | 64 | −18 | 46 | 13.    |
| 2016/17                                                                                         | Česká fotbalová liga         | 3      | 34 | 8  | 4 / 1 | 21 | 47 | 76 | −29 | 33 | 16.    |
| 2017/18                                                                                         | Česká fotbalová liga         | 3      | 34 | 14 | 4 / 6 | 10 | 50 | 41 | +9  | 56 | 5.     |
| 2018/19                                                                                         | Česká fotbalová liga         | 3      | 32 | 10 | 9     | 13 | 48 | 58 | −10 | 44 | 11.    |
| 2019/20                                                                                         | Česká fotbalová liga – sk. A | 3      | 16 | 4  | 3     | 9  | 22 | 34 | −12 | 16 | 14.    |
| 2020/21                                                                                         | Česká fotbalová liga – sk. A | 3      | 8  | 4  | 0     | 4  | 13 | 14 | −1  | 12 | 7.     |
| 2021/22                                                                                         | Česká fotbalová liga – sk. A | 3      | 28 | 9  | 7     | 12 | 37 | 46 | −9  | 34 | 11.    |
| 2022/23                                                                                         | Česká fotbalová liga – sk. B | 3      | 30 | 7  | 5     | 18 | 33 | 54 | −21 | 26 | 16.    |
| 2023/24                                                                                         | Divize C                     | 4      | 30 | 12 | 2     | 16 | 49 | 54 | −5  | 38 | 8.     |
| 2024/25                                                                                         | Divize C                     | 4      | 30 | 16 | 5     | 9  | 59 | 35 | +24 | 53 | 4.     |

Poznámky
- 1976/77: Benešov postoupil rovnou ze čtvrté do druhé ligy díky reorganizaci nižších soutěží.
- 2014/15: Od sezony 2014/15 se hraje v ČFL tímto způsobem: Pokud zápas skončí nerozhodně, kope se penaltový rozstřel. Jeho vítěz bere 2 body, poražený pak jeden bod. Za výhru po 90 minutách jsou 3 body, za prohru po 90 minutách není žádný bod.
- 2019/20: Sezona nedohrána kvůli pandemii covidu-19.
- 2020/21: Sezona nedohrána kvůli pandemii covidu-19.